# Kazimierz Morski
Kazimierz Morski (ur. 19 listopada 1939 w Borysławiu) – polski pianista i dyrygent.

## Życiorys
Studiował grę na fortepianie u Zbigniewa Drzewieckiego w Państwowej Wyższej Szkole Muzycznej w Warszawie oraz grę na fortepianie u Zdzisława Śliwińskiego i Bolesława Woytowicza i dyrygenturę u Bohdana Wodiczki i Witolda Krzemieńskiego w Państwowej Wyższej Szkole Muzycznej w Katowicach. Uczestniczył w VI (1960) i VII (1965) Międzynarodowym Konkursie Pianistycznym im. Fryderyka Chopina (1965). Od 1972 do 1979 roku był dyrektorem Filharmonii Zielonogórskiej.
Występował w ZSRR, Austrii, Niemczech, Hiszpanii i Japonii. Od 1973 roku związany zawodowo z Włochami, gdzie m.in. dyrygował zespołem Akademii Muzycznej św. Cecylii w Rzymie, brał udział w festiwalach Sagra musicale umbra w Perugii (1978, 1980) i Sagra musicale malatestiana w Rimini (1978–1980, 1991), a także pełnił funkcję dyrektora artystycznego festiwalów pianistycznych w Volterra (1989–1990). W 1995 roku został profesorem zwyczajnym Wydziału Radia i Telewizji Uniwersytetu Śląskiego w Katowicach.